# モンスーン (お笑いコンビ)
モンスーンは、日本のお笑いコンビ。吉本興業所属。兵庫県住みます芸人で、2人とも無類の猫好きでもある。

## メンバー
小山 英機（こやま ひでき、1990年1月7日 -（35歳））
ボケ（以前はツッコミ）担当。
兵庫県神戸市出身。身長173 cm、体重68 kg。血液型はB型。
趣味はジャニーズDVD鑑賞、プロレス鑑賞、フットサル・サッカー(中学3年・関西1位・指導者経験あり、ヴィッセル神戸ファン)。特技はフットサル(デウソン神戸の練習・セレクションに参加)、ダイエット。
洲本市出身の実父は地元に位置する年商15億円の貿易会社・船会社の社長を務め、裕福な家庭で育った。岡山県内の高校へ進学する際、地元の友達と離れるのが嫌で登下校に新幹線を利用していたという。

T@TSU（たつ、旧芸名及び本名：奧出 達也〈おくで たつや〉 1988年11月1日 -（36歳））
ツッコミ（以前はボケ）担当。
石川県加賀市出身。身長176 cm、体重103 kg。血液型はO型。
趣味はプロレス観戦、生活知識集め。
特技は空手(高校 石川県3位、東海地区ベスト8。中段蹴りが得意)。
「T@TSUだ!!」と名乗るのがトレードマーク。
妻は京都府住みます芸人のみくばたけ。
R-1グランプリ2025では準々決勝に進出した。

## 来歴
小山はサッカー選手を目指して大学ではサッカー部へ入るも、上級生から一発ギャグをずっと求められたため芸人を目指そうと思い立ち、2年頃には退部してNSCに入学した。
T@TSUは空手のスポーツ推薦で大学に入ったが楽しいと思えず、やがて家に引きこもりがちとなる。地元の石川はお笑い番組が少なかったもののお笑いは大好きであり、芸人かメキシコへ渡ってプロレスラーになるか迷っていたが親から芸人を選ぶよう懇願され、NSCに入学した。
小山の地元にある六甲山にて、2人を含めた何人かの同期とドライブへ出かけた帰りがけにT@TSUから小山にコンビ結成を提案し、現在に至る。2016年10月から小山の応募により兵庫県住みます芸人へ任命された。
結成してから10年近くは小山がツッコミ、T@TSUがボケだったがコロナ禍にて「なんか変えなあかん」と考えた末、担当を入れ替えた。

## 芸風
主に漫才。
M-1グランプリでは2015年・2017年・2019年・2022年・2024年大会にて3回戦進出、2023年大会にて準々決勝進出。

## 出演
- Cheeky's a GoGo!月曜日レギュラー （BSよしもと）
- キクテレミルラジ265 （BSよしもと）
- 兵庫県住みます芸人モンスーンのあかし歩きますーん（明石ケーブルテレビ/BSよしもと）
- くせになるややこしさ ブラックマヨネーズのハテナの缶詰（読売テレビ）小山のみ
- もってる!? モテるくん（読売テレビ）T@TSUのみ
- お笑い心理サバイバル! 芸人ラフゲーム（ABCテレビ）
- 痛快!明石家電視台（MBSテレビ）小山のみ
- 吉本超合金A（テレビ大阪）T@TSUのみ
- 漫才スプリング2018（テレビ大阪）
- 漫才Lovers ～ytv漫才新人賞選考会～（読売テレビ）